# Ardahan
Ardahan (en georgiano: არტაანი Artaani) es una ciudad y distrito del noreste de Turquía, a orillas del Kuruchay, afluente del río Kurá, a una altitud de 1900 metros. Es la capital de la provincia homónima, con una población de 17 274 habitantes (2000).

## Historia
La ciudad, que pertenecía a los otomanos, fue cedida a Rusia en virtud del Tratado de San Stefano en 1878. De acuerdo con el Tratado de Brest-Litovsk entre Rusia y Turquía, la ciudad y su territorio fueron cedidos al Imperio otomano (marzo de 1918), que lo ocupó rápidamente, pero fue reclamada por la República de Transcaucasia y luego por Georgia y Armenia. En junio de 1918 un tratado de paz entre el Imperio otomano y Georgia reconoció la posesión de Batum, Kars y Ardahan y otras dos regiones a los turcos. Evacuada Ardahan por los turcos a finales de 1918, y con los británicos desplegándose por la región, fue ocupada por los armenios (junio de 1919). Los Jóvenes Turcos iniciaron la reconquista de las regiones en disputa en Anatolia del Noreste, y los armenios evacuaron la ciudad el 23 de febrero de 1921, que fue incorporada a Turquía, mediante el Tratado de Kars.